# Nebula (Egdon Heath)
Nebula is het laatste studioalbum van Egdon Heath.

## Inleiding
Het album werd opgenomen in meerdere geluidsstudio’s: Cryptic Studio (Leeuwarden, gitaar, bas), Studio Bombass (Boombergen, zang) en Colour Studio (Amsterdam, drumstel). Curieus is te noemen de muziekproducent, dat is Tom Holkenborg, later bekend als Junkie XL. De meningen verschilden bij dit album; de een vond dit het beste van Egdon Heath, anderen vonden dat ze haar onschuld had verloren door te veel te lijken op IQ en andere bands binnen de neoprog.

## Musici
- Maurits Kalsbeek – zang, gitaar, achtergrondzang, hoesontwerp
- Jaap Mulder – toetsinstrumenten, achtergrondzang
- Wolf Rappard – toetsinstrumenten
- Aldo Adema – gitaren, hoesontwerp
- Marcel Copini – basgitaar, achtergrondzang, akoestische gitaar
- Valere Wittevrongel – drumstel, percussie
- Addy Scheele – leider en arrangeur orkest

## Muziek
| Nr. | Titel                                  | Duur  |
| --- | -------------------------------------- | ----- |
| 1.  | Hail to your heart (Mulder, Kalsbeek)  | 8:04  |
| 2.  | Head in the sand (Mulder, Kalsbeek)    | 5:20  |
| 3.  | Peace of the brave (Mulder, Kalsbeek)  | 7:00  |
| 4.  | Telepathic (Mulder, Kalsbeek)          | 5:39  |
| 5.  | Buried alive (Mulder, Kalsbeek)        | 8:20  |
| 6.  | Little human (Adema, Kalsbeek)         | 5:51  |
| 7.  | As Ripley would say (Mulder, Kalsbeek) | 12:30 |
| 8.  | Dead meat (Mulder, Kalsbeek)           | 7:23  |

In de laatste track zit een hidden track verscholen: Telepathy (reprise)